# Uzašašće
Uzašašće (lat. Ascensio), Spasovo ili Spasovdan, službeno Svetkovina Uzašašća Gospodinova, kršćanska je svetkovina. Slavi se četrdeseti dan po Uskrsu (brojeći i sam Uskrs kao prvi dan). 
Prema Evanđelju, Isus je 40 dana nakon uskrsnuća ostao na zemlji. Na 40. dan javio se svojim učenicima u Jeruzalemu. Rekao im je da ostanu u gradu i čekaju dolazak Duha Svetoga. Zatim ih je poveo na Maslinsku goru. Podigavši ruke na njih i blagoslovivši ih, uzlašao je na nebo, a oblak ga je zaklonio i više ga nisu vidjeli. Isus je uzašao na nebo, gdje sjedi s desna Bogu Otcu. Dok su apostoli gledali na nebo, pokazali su im se dva anđela u bijelim haljinama i rekli: „Ovaj Isus, koji je uzašao na nebo, tako će opet doći, kao što ste vidjeli da je otišao na nebo.”

## Pregled
U Nicejsko-carigradskom vjerovanju, kršćani ispovijedaju da je Isus Krist četrdeset dana nakon Uskrsnuća uzašao na nebo k svome Ocu. Sin Božji utjelovivši se na zemlji preuzima ljudsko tijelo, a to isto tijelo u Uskrsnuću proslavlja i sada ga uznosi na Nebo k Otcu koji ga je i poslao otkupiti i spasiti sve ljude od smrti i grijeha. Tako „Uzašašće Kristovo označuje konačan ulazak čovještva Isusova u nebesko područje Božje odakle će opet doći”. (KKC 665)
O Isusovu uzašašću izvješavaju evanđelisti Marko i Luka: 
- Gospodin Isus, pošto im to reče, bude uzet na nebo i sjede zdesna Bogu. (Mk 16, 19)
- I dok ih blagoslivljaše, rasta se od njih i uznesen bi na nebo. (Lk 24, 51)
- Nego primit ćete snagu Duha Svetoga koji će sići na vas i bit ćete mi svjedoci u Jeruzalemu, po svoj Judeji i Samariji i sve do kraja zemlje.Kada to reče, bi uzdignut njima naočigled i oblak ga ote njihovim očima. I dok su netremice gledali kako on odlazi na nebo, gle, dva čovjeka stadoše kraj njih u bijeloj odjeći i rekoše im: Galilejci, što stojite i gledate u nebo? Ovaj Isus koji je od vas uznesen na nebo isto će tako doći kao što ste vidjeli da odlazi na nebo. (Dj 1, 8-11)

Da bi se razumjelo što to znači biti uznesen u nebo treba znati što označava pojam nebo u Bibliji. Nebo je mjesto gdje prebiva Bog. U Staromu zavjetu ono često označava i samoga Boga. Kada Bog želi pohoditi ljude obično se govori o Božjemu spuštanju, a onda o ponovnom uzdizanju u nebo. Važno je ući u biblijski jezik kako se ne bi sve shvaćalo odviše doslovno. Čovjeku je nemoguće uzdići se u nebo. Tu su privilegiju imali samo neki Božji miljenici kao što su proroci Ilija i Henok koje je sam Bog uzdigao u nebo.
Kada Isus u Novome zavjetu govori o nebu on koristi izraz Kraljevstvo nebesko. Kraljevstvo nebesko tj. nebo je za Isusa nešto što je blizu i što je već sada prisutno među ljudima. Ta blizina neba tumači se i u tome da Isus ne napušta svoje učenike, a tako ni ljude. On, premda je otišao k Ocu i dalje je živo, premda ne vidljivo, prisutan među ljudima po svetim sakramentima, po posvećenim službenicima i svima onima koji se u Njegovo ime okupljaju na molitvu. U ljudima struji božanski život i već na Zemlji Bog daje sposobnost okusiti radost toga života, o čemu svjedoče primjeei brojnih svetaca.
Sv. Ćiril jeruzalemski kaže da bi nebesa mogli biti i oni koji nose sliku neba i među kojima Bog prebiva i kreće se. (KKC 279) Isus je svojim uzašašćem na nebo sjeo s desna Ocu i time omogućio i ljudima ući u nebo. Ljudi to sami po sebi nikada ne bi mogli ostvariti, nego tu Božju ponudu moraju prihvatiti vjerom kao čistu milost i dar. Ovime Bog daje jednu novu sliku o samome sebi, a to je da je on blizi Bog koji želi da čovjek prebiva s njime, da sudjeluje u ljubavi i životu Presvetoga Trojstva.
Kao što je Krist, da bi živio na zemlji, izišao od Oca (Iv 16, 27) i četrdeset dana nakon uskrsnuća ostavio svijet da se vrati k Ocu (Iv 16, 28), tako je i čovjek, u stalnoj borbi dobra i zla, kreposti i mana, grijeha i otkupljenja, pozvan ići istim putem i stići do svoga konačnoga cilja. U Kristu su nebo i zemlja pomireni, te svojim uzašašćem i ljude sa sobom vraća natrag k Ocu. Sv. Pavao u svojim poslanicama veli da je narod Božji onaj kojega Bog „posadi na nebesima u Kristu Isusu” (Ef 2, 6), da su ljudi skriveni „s Kristom u Bogu” (Kol 3, 3) dok istodobno još na zemlji čeznu za nebeskom domovinom. (usp. KKC 2796).
Pojam uzašašće označava nešto uzvišeno, nešto što nadilazi ono iznad čega se uzdiže. Isusov povratak u dimenziju neba je opisan uzdignućem iznad oblaka. Ta slika pokazuje da je nebeska stvarnost ono što uvelike nadilazi ovozemaljsko, nadilazi svako ljudsko razmišljanje. Nebo je ona stvarnost koju ljudsko oko nikad nije vidjelo ni uho čulo. Čovjek se mora voditi na kraju svih svojih promišljanja samo vjerom. To je ono što Bog traži od ljudi i zato im šalje svoga Duha da im u tome pomogne za života.
Evanđelist Ivan u svome evanđelju govori o ukazanju uskrsloga Krista Mariji Magdaleni, pri čemu joj On kaže: „Ne zadržavaj se sa mnom jer još ne uziđoh k Ocu, nego idi mojoj braći i javi im: Uzlazim Ocu svomu i Ocu vašemu, k Bogu svomu i Bogu vašemu” (Iv 20, 17). Riječima Katekizma, „povijesni i ujedno transcedentni događaj Uzašašća označuje prijelaz od jedne slave k drugoj.” (KKC 660)
Nadalje u Iv 3,13 Isus kaže: „A ja kad budem uzdignut sa zemlje, sve ću privući k sebi”. Uzašavši na nebo Isus ostaje neprestanim zagovornikom ljudi kod Oca i po Duhu svome ih vodi i privlači k sebi, poštujući ljudsku slobodu. Prema katoličkomu nauku, Krist želi da ljudi budu zauvijek s njim, a ljudi kao udovi Njegova Tijela (Crkve) žive u nadi da će to i postići. Njegovo uzašašće je i uzdignuće ljudi, tj. cijele Crkve, jer je ona Njegovo Tijelo.
Što to znači da je Krist sjeo s desna Ocu? Evo što kaže sv. Ivan Damaščanski: „Pod desnom Očevom razumijevamo slavu i čast božanstva, gdje je onaj koji je prije svih vjekova postojao kao Sin Božji, kao Bog i istobitan Ocu, tjelesno sjeo nakon što se utjelovio i njegovo tijelo bilo proslavljeno”.(KKC 663) Sjesti s desna nekomu znači dijeliti vlast s njime. Otac je u ljubavi predao svu vlast Sinu. Ljubav je takva da nikad nije okrenuta samo prema sebi nego uvijek prema onome drugome, onome koga ljubi i u ljubljenome ogleda samu sebe kao u zrcalu, jer i ljubljeni uzvraća ljubavlju (sebesarje).
„Ovaj isti Isus koji je uznesen u nebo između vas opet će se vratiti isto onako kako ste ga vidjeli da odlazi u nebo” (Dj 1, 11). U tim riječima što ih anđeli upućivaju učenicima u trenutku Isusova uzašašća otkriva postojanje veze između Isusova uzašašća i ponovnoga dolaska na zemlju, na svršetku vremena. Isus ostaje skriven ljudima dok se opet ne očituje, a očitovat će se opet silazeći s nebesa na oblacima. Krist je dakle pobjeđujući smrt svojim uskrsnućem započeo jedan novi život kod Oca. On tamo svim ljudima pripravlja mjesto („U kući Oca mojega ima mnogo stanova”). Vjerom, nadom i ljubavlju vjernici ostaju povezani s Gospodinom, zagledani u nebesku domovinu, a ipak još na zemlji. Kršćanin tako već sada živi u stvarnosti kraljevstva nebeskoga, no time nije izvan ovoga zemaljskoga koji ga još zadražava. Naprotiv, to mu otvara nove mogućnosti da već sada živi novim životom i navješta ga drugima, te ga prožimajući vodi k preobraženju i slavi na koju je i pozvan od Boga koji ga je i stvorio.
Augustin u svome Govoru 159 govori kako se Uzašašće slavi po cijeloj kugli zemaljskoj.

### Nazivi i običaji
Osim naziva Uzašašće, Spasovo ili Spasovdan, na jadranskom području naziva se i Sensa tj. Sensovo.
Spasovski ophodi u Slavoniji, Srijemu i Vojvodini nazivaju se križari, križarice ili križi. U Slavoniji bi pastiri uvečer uoči Spasova priredili križ te bi ga okitili cvijećem. Straža bi noću čuvala križ te bi se sljedeći dan išlo u procesiju.
U splitskom i kaštelanskom kraju procesije su se nazivale rogacijuni ili rogacjuni, a u bokokotorskom kraju rogazioni, talijanizam koji označava blagoslov mora, šuma i polja. U poljičkome kraju nazivali su se procesijuni.

### Članci
- Dragić, Marko. 2009. Spasovo u hrvatskoj tradicijskoj baštini. Crkva u svijetu. Katolički bogoslovni fakultet Sveučilišta u Splitu. Split. 44 (3): 37–66

## Vanjske poveznice

### Sestrinski projekti
|  | Zajednički poslužitelj ima još gradiva o temi Uzašašće |
|  | Wikizvor ima izvorni tekst Blagdan sveti svetkujemo    |